# 养息牧河
养息牧河，位于中华人民共和国辽宁省西北部的一条河流，是辽河右岸支流，上游称二道河，发源于彰武县章古台镇邰家村西大一间房屯，向东南流至四合城镇马连侵村转南流，经西旧府水库、后新秋镇东沟村、大德镇韩家村、兴隆堡镇牤牛海村、阿莫村、五家子村、二道河子蒙古族乡太平河村、腰窝堡村、冮家村等地，过西六家子镇大五家子村后逐渐转向东南，过东六家子镇陈坨子村养息牧门后进入新民市，经于家窝堡乡彰武台门村、大巴屯村、大柳屯镇上营子村、大柳屯村、八家子村、安民村、公主屯镇东旧门村等地，最后于东城街道北山村吉祥堡以东汇入辽河。河流全长06.7千米，流域面积1861平方千米，河道平均比降0.78‰，年均径流量0.863亿立方米。养息牧河沿岸主要以农牧业为主，水质污染源主要来自农业生产生活污染。